# Jahr der Physik 2005

Logo vom Jahr der Physik 2005

Im Gedenken an Albert Einsteins annus mirabilis (1905) und seinen 50. Todestag wurde das Jahr 2005 von der Internationalen Union für Reine und Angewandte Physik und der UNESCO zum Weltjahr der Physik erklärt.
In Deutschland richteten das Bundesministerium für Bildung und Forschung (BMBF) und die Initiative Wissenschaft im Dialog (WiD) das Einsteinjahr aus. Weitere zentrale Akteure waren: das Max-Planck-Institut für Wissenschaftsgeschichte, die Berlin-Brandenburgische Akademie der Wissenschaften, die Deutsche Physikalische Gesellschaft, das Haus der Brandenburgisch-Preußischen Geschichte und das Einstein Forum.

Abbildung des Jahres der Physik auf der 2-Euro-Gedenkmünze San Marinos 2005

Um den Pazifisten, Weltbürger und Visionär der Bevölkerung näherzubringen, wurden Zitate Albert Einsteins an überraschenden Orten im öffentlichen Raum platziert. So hingen Einsteinzitate u. a. am Finanzministerium, dem Roten Rathaus, dem Verteidigungsministerium und der Humboldt-Universität. Höhepunkt der Initiative war ein 55 m langes Einsteinzitat unterhalb des Giebels des Kanzleramtes, das von Bundeskanzler Gerhard Schröder persönlich enthüllt wurde. Die Kampagne wurde von der Berliner Agentur WE DO communication in Zusammenarbeit mit Fleishman-Hillard und Stephanie Schmidt entwickelt.
Popularisierung von Wissenschaft war die leitende Idee im Einsteinjahr 2005. Das Programm des Einsteinjahres 2005 gestalteten zahlreiche nationale und internationale Partner aus Wissenschaft, Wirtschaft und Kultur. Schulen und Universitäten, Theater, Museen und Festivals, Kulturstiftungen und das Goethe-Institut gehörten ebenso zum Kreis der Partner wie Bundesländer und Kommunen sowie Unternehmen, Verbände und Medien.
Als deutscher Beitrag zum Jahr der Physik galt unter anderem die Einstein-Meile auf dem Berliner Boulevard Unter den Linden, auf der von April bis September 2005 sechzehn knallrote rund 2,50 m hohe „E“s mit Informationen zu Leben und Werk des Physikers errichtet waren.